# Muodoslompolo
Muodoslompolo is een dorp binnen de Zweedse gemeente Pajala. Het dorp ligt op een kruising van de Riksväg 99 (noord-zuid) en de Zweedse weg 404. Vanuit Muodoslompolo kan men via de weg 404 oversteken naar Finland.